# Riodinidae
Famille
Les Riodinidae sont une famille de lépidoptères (papillons) diurnes de la super-famille des Papilionoidea.

## Dénomination
La famille a été décrite par l’entomologiste américain Augustus Radcliffe Grote en 1895, sous le nom de Riodinidae. 

### Nom vernaculaire
Riodinidé

## Taxinomie
Liste des tribus et genres de l'ancien monde

### Abisarini
- Abisara C. et R. Felder, 1860 ; les Judies en anglais.
- Laxita Butler, 1879;
- Paralaxita Eliot in Corbet et Pendlebury, 1978;
- Stiboges Butler, 1876 ;

### Nemeobini
- Polycaena Staudinger, 1886 ;
- Saribia Butler, 1878 ;
- Takashia Okano et Okano ;

### Zemerini
- Dodona Hewitson, [1861] les Punches en anglais.
- Zemeros Boisduval, [1836]

### Autres
- Dicallaneura Butler, 1867 ;
- Hamearis Hübner, [1819] ;
- Praetaxilla Fruhstorfer, 1914 ;
- Taxilla Doubleday, 1847;

Liste des sous-familles, tribus et genres du nouveau monde

### Euselasiinae

#### Euselasiini

Methone cecilia

- Euselasia (Hübner, 1819)
- Hades (Westwood, 1851)
- Methone (Doubleday, 1847) Methone cecilia

#### Stygini
- Styx Staudinger, 1875;

#### Corrachiini
- Corrachia Schaus, 1913

### Riodininae

#### Mesosemiini Bates, 1859
- Eunogyra Westwood, 1851
- Leucochimona Stichel, 1909
- Mesophthalma Westwood, 1851
- Mesosemia Hübner, [1819]
- Perophthalma Westwood, 1851
- Semomesia Westwood, 1851
- Cremna Doubleday, 1847;
- Eucorna Strand, 1932
- Hermathena Hewitson, 1874;
- Hyphilaria Hübner, [1819]
- Ithomiola C. & R. Felder, [1865]
- Napaea Hübner, [1819]
- Teratophthalma Stichel, 1909
- Voltinia Stichel, 1910

#### Eurybiini  Reuter, 1897
- Eurybia [Illiger], 1807
- Alesa Doubleday, 1847

#### Riodinini  Grote, 1895
- Amarynthis Hübner, [1819]
- Amphiselenis Staudinger, [1888]
- Ancyluris Hübner, [1819]
- Baeotis Hübner, [1819]
- Barbicornis Godart, [1824]
- Brachyglenis C. & R. Felder, 1862;
- Calephelis Grote & Robinson, 1869
- Caria Hübner, [1823]
- Cariomothis Stichel, 1910
- Cartea Kirby, 1871
- Chalodeta Stichel, 1910;
- Chamaelimnas C. & R. Felder, [1865]
- Charis Hübner, [1819]
- Chorinea Gray, 1832;
- Colaciticus Stichel, 1910
- Crocozona C. & R. Felder, [1865]
- Cyrenia Westwood, 1851;
- Dachetola Hall, 2001;
- Detritivora Hall et Harvey, 2002;
- Exoplisia Godman et Salvin, [1886]
- Isapis Doubleday, 1847
- Ithomeis Bates, 1862;
- Lasaia Bates, 1868;
- Lyropteryx Westwood, 1851;
- Melanis Hübner, [1819];
- Metacharis Butler, 1867
- Monethe Westwood, 1851
- Nahida Kirby, 1871
- Necyria Westwood, 1851
- Nirodia Westwood, 1851;
- Notheme Westwood, 1851
- Panara Doubleday, 1847;
- Paraphthonia Stichel, 1910;
- Parcella Stichel, 1910;
- Pheles Herrich-Schäffer, [1858]
- Rhetus Swainson, [1829]
- Riodina Westwood, 1851
- Seco Hall & Harvey, 2002
- Siseme Westwood, [1851]
- Syrmatia Hübner, [1819]
- Themone Westwood, 1851

#### Symmachini Bates, 1859
- Chimastrum Godman et Salvin, [1886]
- Esthemopsis C. et R. Felder, [1865]
- Lucillella Strand, 1932
- Mesene Doubleday, 1847
- Mesenopsis Godman et Salvin, [1886]
- Pirascca Hall & Willmott, 1996
- Panaropsis Hall, 2002
- Phaenochitonia Stichel, 1910
- Pterographium Stichel, 1910
- Stichelia Zikán, 1949 ;
- Symmachia Hübner, [1819]
- Xenandra C. & R. Felder, [1865]
- Xynias Hewitson, 1874

#### Helicopini Reuter, 1897
- Anteros Hübner, [1819]
- Helicopis Fabricius, 1807
- Ourocnemis Baker, 1887
- Sarota Westwood, [1851]

#### à déterminer
- Apodemia C. & R. Felder, [1865]
- Argyrogrammana Strand, 1932
- Astraeodes Staudinger, [1887]
- Callistium Stichel, 1911
- Calydna Doubleday, 1847
- Comphotis Stichel, 1910
- Dianesia Harvey & Clench, 1980
- Echenais Hübner, [1819]
- Echydna Hall, 2002
- Emesis Fabricius, 1807
- Imelda Hewitson, 1870
- Lamphiotes Callaghan, 1982
- Machaya Hall & Willmott, 1995
- Pachythone Bates, 1868
- Petrocerus Callaghan, 1979
- Pixus Callaghan, 1982
- Pseudonymphidia Callaghan, 1985
- Pseudotinea Hall & Callaghan, 2003
- Roeberella Strand, 1932
- Zabuella Stichel, 1911

#### Nymphidiini Bates, 1859
- sous tribu Aricorina
  - Ariconias Hall & Harvey, 2002
  - Aricoris Westwood, [1851]

- sous tribu Lemoniadinadina
  - Juditha Hemming, 1964
  - Lemonias Hübner, [1807]
  - Synargis Hübner, [1819]
  - Thisbe Hübner, [1819]

- sous tribu Nymphidiina
  - Adelotypa Warren, 1895
  - Calociasma Stichel, 1910
  - Calospila Geyer in Hübner, [1832]
  - Catocyclotis Stichel, 1911
  - Dysmathia Bates, 1868
  - Hypophylla Boisduval, [1836]
  - Joiceya Talbot, 1928
  - Livendula Hall, 2007
  - Menander Hemming, 1939
  - Minotauros Hall, 2007
  - Mycastor Callaghan, 1983
  - Nymphidium Fabricius, 1807
  - Pandemos Hübner, [1819]
  - Periplacis Geyer, [1837]
  - Rodinia Westwood, 1851
  - Setabis Westwood, [1851]
  - Zelotaea Bates, 1868

- sous tribu Theopina
  - Archaeonympha Hall, 1998
  - Behemothia Hall, 2000
  - Calicosama Hall & Harvey, 2001
  - Protonymphidia Hall, 2000
  - Theope Doubleday, 1847

#### Stalachtini
- Stalachtis Hübner, 1818